# 鳥羽市営定期船

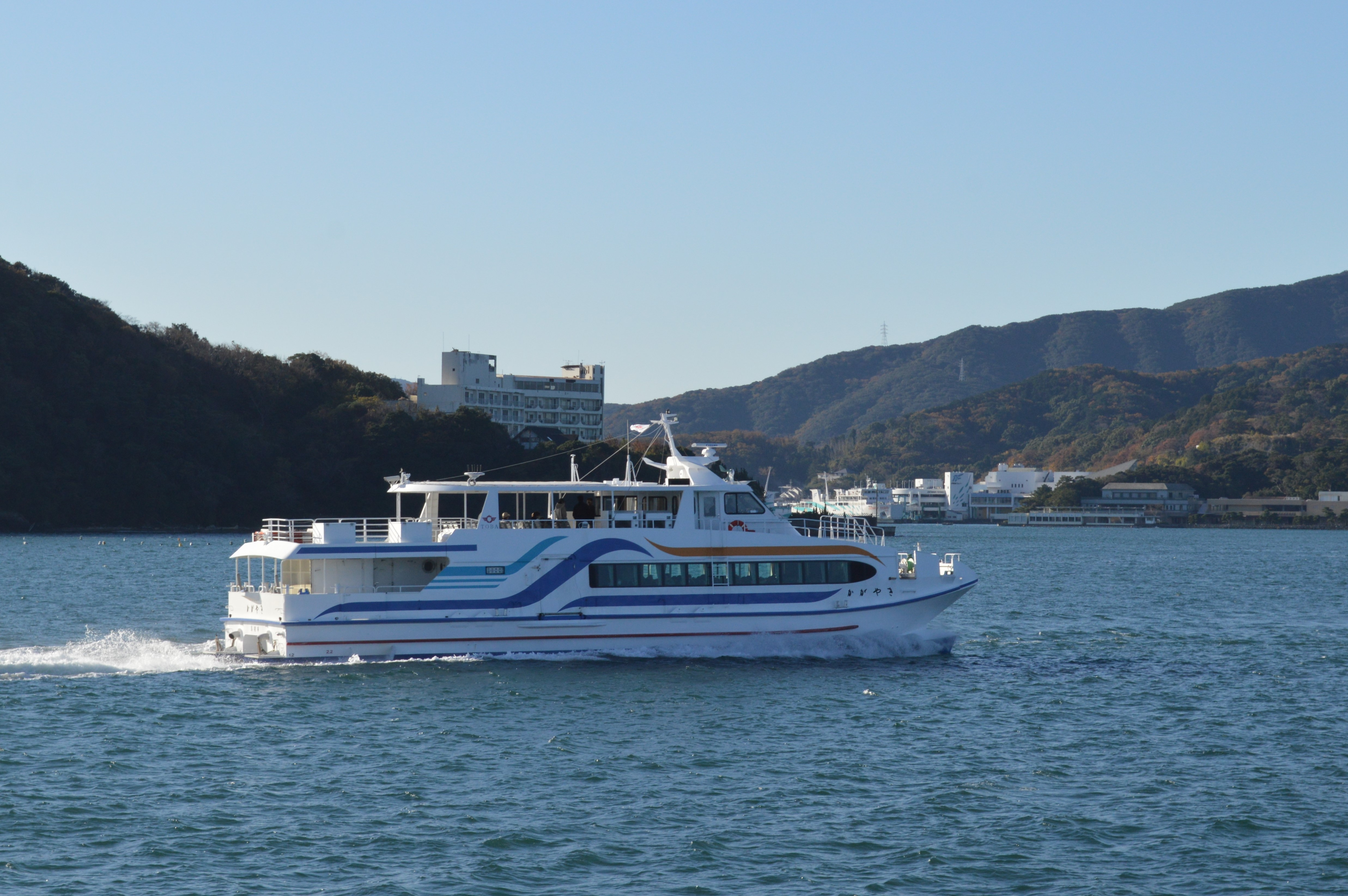
鳥羽市営定期船の「かがやき」

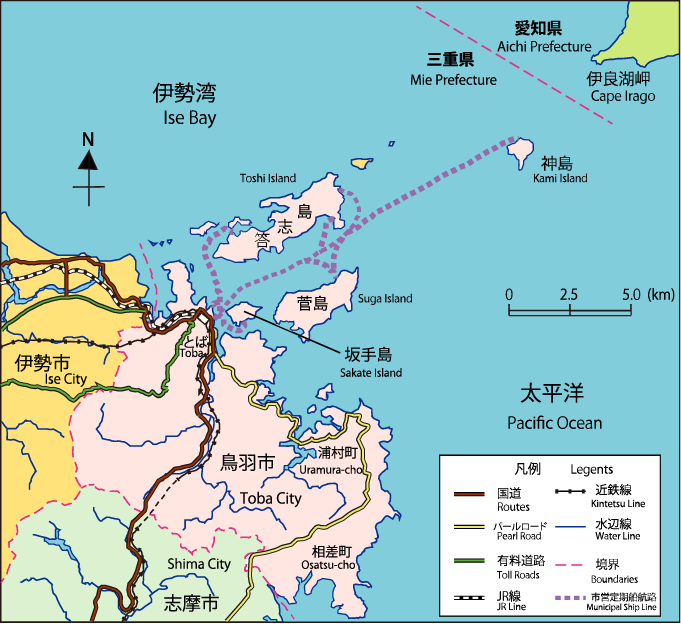
鳥羽市営定期船の現行航路

鳥羽市営定期船（とばしえいていきせん）は、三重県鳥羽市で運航されている公営の定期航路である。鳥羽市本土の鳥羽港と伊勢湾口に浮かぶ4つの離島を結ぶ。
鳥羽市の人口の2割に相当する4,500人の離島住民の生活を支える交通機関であるとともに、離島を訪問する観光客の主要な交通手段でもある。乗船客数は年間およそ100万人で、市営の定期航路としては日本一であるが、乗客の減少等により1億数千万円の赤字を生み出している。
この記事において「鳥羽」とは中之郷桟橋（近鉄志摩線中之郷駅前）と佐田浜桟橋（JR参宮線・近鉄鳥羽線・志摩線鳥羽駅前、鳥羽マリンターミナル）を指すものとする。

## 概説
愛知県田原市の伊良湖岬から神島観光船の就航している神島を除き、鳥羽市の離島と本土を結ぶ唯一の公共交通である。このため住民や観光客の足としてだけでなく、食料品、新聞、郵便物など生活必需品のほとんどがこの定期船で輸送される。
かつては鳥羽 - 浦村・石鏡間の本土同士を結ぶ航路もあったが、現在は離島航路のみ運航している。

## 現行航路

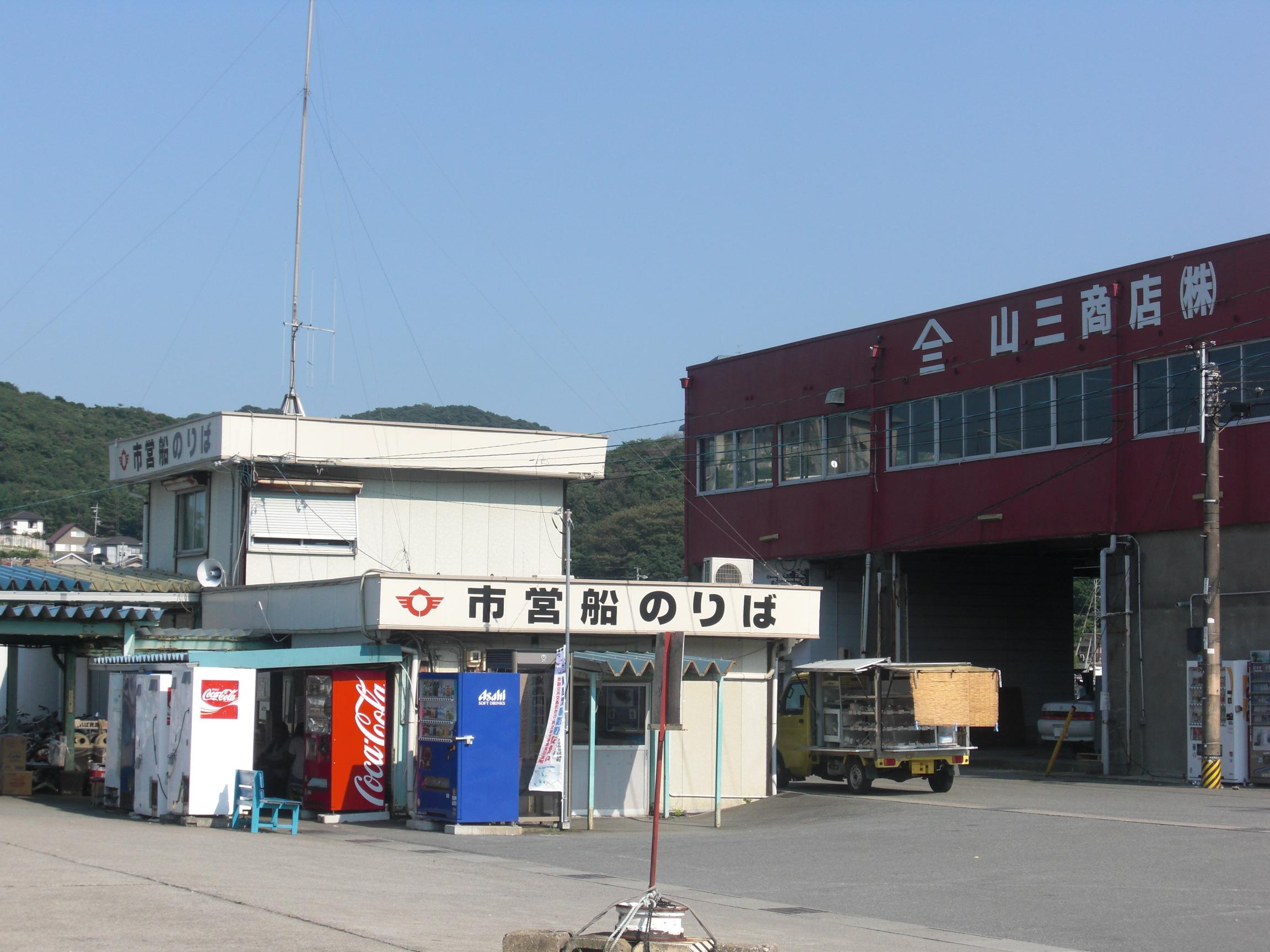
中之郷桟橋

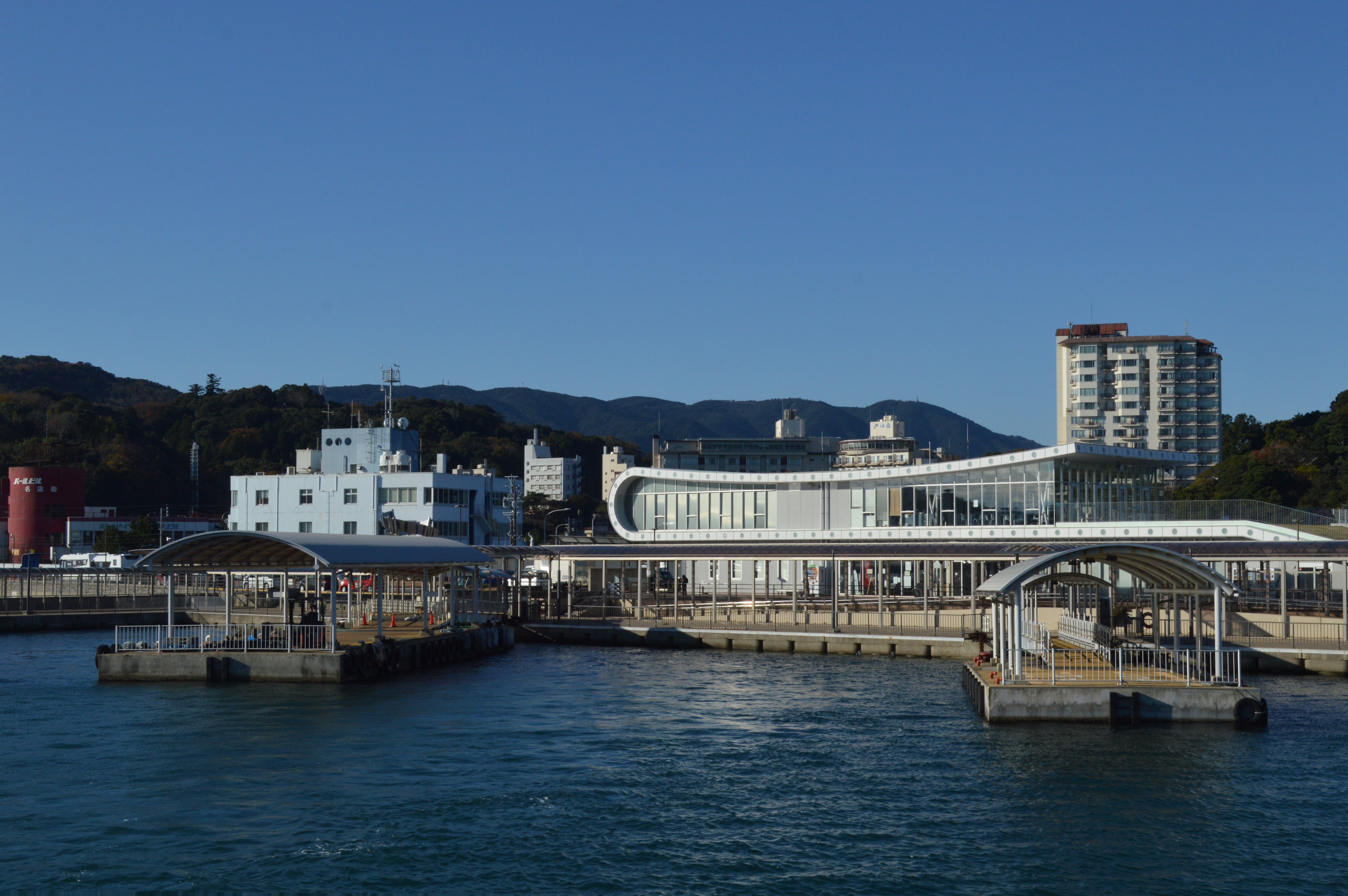
佐田浜桟橋

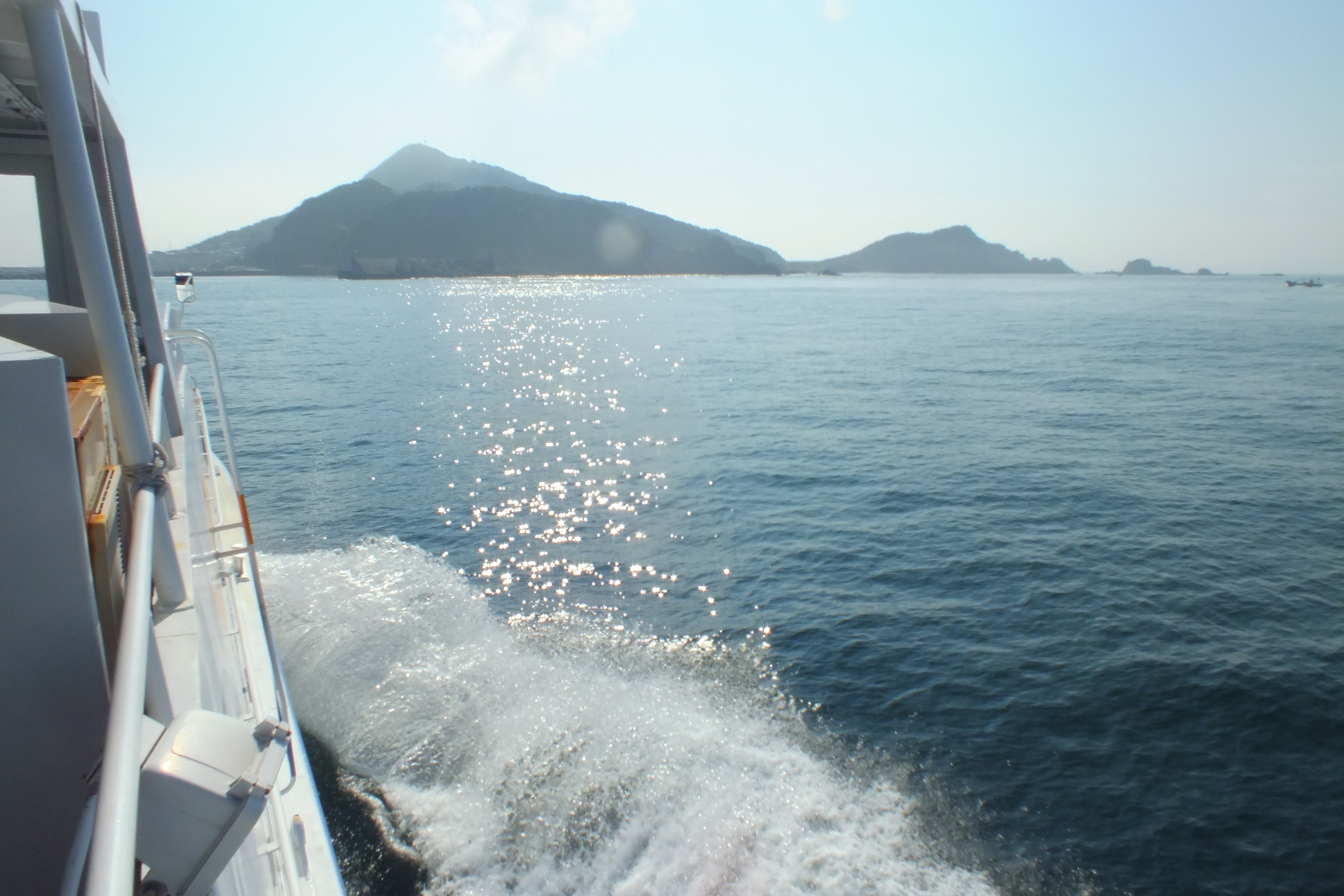
鳥羽 - 神島航路

航路の総称は「鳥羽 - 神島間航路」である。便数、航路は2010年4月現在。（各航路の便数に循環航路を含む）

### 鳥羽 - 坂手航路
鳥羽発15便、坂手発16便
- 佐田浜 - 坂手
- 中之郷 - 坂手
- 佐田浜 - 中之郷 - 坂手

### 鳥羽 - 菅島航路
鳥羽発8便、菅島発10便
- 中之郷 - 佐田浜 - 菅島
- 中之郷 - 坂手 - 佐田浜 - 菅島
- 佐田浜 - 菅島
- 佐田浜 - 坂手 - 菅島

### 鳥羽 - 桃取航路
鳥羽と答志島西部の桃取町（ももとりちょう）を結ぶ航路。
鳥羽発10便、桃取発10便
- 中之郷 - 佐田浜 - 桃取
- 中之郷 - 坂手 - 佐田浜 - 桃取
- 佐田浜 - 桃取

### 鳥羽 - 答志航路
鳥羽と答志島東部にある和具（わぐ）地区および答志地区を結ぶ航路。
鳥羽発10便、答志発9便
- 中之郷 - 佐田浜 - 和具 - 答志
- 中之郷 - 佐田浜 - 和具
- 中之郷 - 佐田浜 - 答志
- 中之郷 - 坂手 - 佐田浜 - 和具 - 答志
- 佐田浜 - 和具（繁忙期のみ）

### 鳥羽 - 神島航路
鳥羽発4便、神島発4便
- 中之郷 - 佐田浜 - 菅島 - 神島
- 中之郷 - 佐田浜 - 神島

### 循環便
2009年（平成21年）より運航開始。
外回り
- 1日1往復
- 中之郷 - 佐田浜 - 和具 - 神島

内回り
- 1日各1便
- 中之郷 → 佐田浜 → 菅島 → 答志 → 和具 → 佐田浜 → 中之郷
- 答志 → 菅島 → 佐田浜 → 中之郷

## 歴史

### 民営航路時代
鳥羽市営定期船は民間の定期船を起源とし、1891年（明治24年）に就航した鳥羽港と本浦港を結ぶ浦村航路が先駆けである。以降、相次いで個人経営による民間航路が就航、第二次世界大戦前後には企業の参入も始まった。以下にその路線を記述する。
| 就航開始年         | 航路                      | 運航者                | 備考 |
| 1891年（明治24年） | 鳥羽 - 本浦               | 山崎徳之助            | 1921年（大正10年）、山崎藤次郎に譲渡 1937年（昭和12年）、吉川与之助が浦村航路開設 1943年（昭和18年）、愛知商船に譲渡 1952年（昭和27年）、伊勢商船に譲渡                                                |
| 1892年（明治25年） | 鳥羽 - 石鏡               | 寺本久作              | 1932年（昭和7年）12月、木村春之助が同区間で就航 1946年（昭和21年）、寺本が河村喜之助に譲渡 |
| 1894年（明治27年） | 鳥羽 - 神島               | 天野千乗              | 1922年（大正11年）に新船「神通丸」を導入 |
| 1909年（明治42年） | 鳥羽 - 答志               | 橋本才吉              | 1926年（大正15年）、橋本六蔵と浜田惣吉が共同運航を開始 1946年（昭和21年）、同区間で和具漁業協同組合が中村与惣吉との共同運航を開始 1952年（昭和27年）、答志航路と和具航路を統合、答和航運合資会社が運航 |
| 1912年（大正元年） | 鳥羽 - 小浜 - 桃取        | 片山弥一郎・ 斎藤米造 | 1915年（大正4年）、尾崎岩太郎が鳥羽 - 桃取航路を開設 1943年（昭和18年）、愛知商船株式会社に譲渡 1952年（昭和27年）、伊勢商船株式会社に譲渡                                                             |
| 1914年（大正3年）  | 鳥羽中之郷 - 安楽島八反田 |                       | |
| 1915年（大正4年）  | 鳥羽 - 坂手               | 川岸松四郎            | 1943年（昭和18年）、愛知商船と共同運航開始 |
| 1918年（大正7年）  | 鳥羽 - 菅島               | 沢田惣四郎            | 1日1往復 1927年（昭和2年）、西村幸十郎が同じ区間に航路を設定、初の競合航路となる |

### 公営化
公営による定期船の最初の運航は、1934年（昭和9年）6月に鳥羽 - 小浜間に就航した「鳥羽町営小浜渡船」である。1950年（昭和25年）から鳥羽 - 坂手間が公営化され「鳥羽町営定期船」となり、翌1951年（昭和26年）8月16日に愛知商船から同航路を譲受し、鳥羽町の単独運航となった。1954年（昭和29年）11月1日、鳥羽町が周辺町村と合併して鳥羽市が発足したことに伴い、鳥羽町営定期船（坂手航路）と神島村営定期船（神島航路）が新市に移管、「鳥羽市営定期船」が開業した。（神島航路の免許が市に下りたのは翌1955年（昭和30年）1月28日で、正式運航は同年3月3日からである。）
この後に中村幸吉市長の下で航路買収による市営化の流れが加速し、1957年（昭和32年）には答志航路（1月5日市営化、3月13日答和航運合資会社から移管）、菅島航路（4月1日沢田三郎・西村幸三から移管）、石鏡航路（9月1日市営化、10月14日木村春之助・河村喜之助から移管）が、1958年（昭和33年）2月14日には桃取航路と浦村航路が市に移管され、鳥羽と市内各地を結ぶすべての定期船の市営化が完了した。これを受けて鳥羽市は定期船の運航を担当する部署として「公企業課」を1957年（昭和32年）に設置し、業務内容を分かりやすく示すため1967年（昭和42年）「定期船課」に改称した。また鳥羽市や三重県が鳥羽港の埋め立てを実施し、定期船桟橋の整備が行われた。（詳細はこちらを参照。）
昭和後期には航路の合理化が計られ、1969年（昭和44年）8月に浦村航路と石鏡航路を統合して「鏡浦航路」とした。航行経路は以下の通り。この航路は1973年（昭和48年）にパールロード（当時は有料道路、現在は無料）が開通し、路線バスが設定されたことにより役目を終えたとして1975年（昭和50年）4月に廃止された。
- 鳥羽 - 浦村（本浦 - 今浦） - 石鏡

1978年（昭和53年）には、離島航路5路線を「鳥羽 - 神島間航路」に再編した。これにより、一部の便で2つの島に寄港するものが登場したが、基本的には鳥羽と1つの島を結ぶ路線が主であった。

### 近年の課題
離島の過疎化や少子高齢化の流れを受け、1980年度（昭和55年度）に記録した161万人をピークに乗客は減少の一途をたどり、2006年度（平成18年度）には94万人まで落ち込んだ。更に2008年（平成20年）の原油価格の高騰が追い討ちをかけ、経営を圧迫した。これに対し日本政府や三重県は多額の補助金を投入、鳥羽市も停泊中の船舶のアイドリングをやめるなどの対策をしているが、いまだに決定打となる解決策は見つかっていない。
こうした中、三重県議会議員の木田久主一の働きかけもあり、三重県の補助を受けて2隻の高速艇が建造された。木田は後に市営定期船改革を訴えて鳥羽市長に当選し、市は2009年（平成21年）3月に「鳥羽市地域公共交通総合連携計画」を策定した。この計画では、市営定期船と路線バスを連携させた鳥羽市コミュニティ交通システムとして結合すること、鳥羽本土側の港湾機能を佐田浜桟橋に集中させることなどが打ち出された。ほかにも2009年（平成21年）5月1日には観光客向けに離島間を循環する便を試験的に導入、2010年（平成22年）4月1日から2便の増便を決定した。また、三遠伊勢連絡道路（伊勢湾口道路）の早期着工・開通、離島架橋により定期船を廃止しすべきとの声もある。

## 事務所
- 鳥羽市定期船課 - 三重県鳥羽市鳥羽三丁目1番1号（鳥羽市役所内）⇒鳥羽市鳥羽一丁目2383番51号（鳥羽マリンターミナル内）
- 中之郷事務所 - 三重県鳥羽市鳥羽四丁目2360番地1（中之郷桟橋前）

## 利用状況
2007年（平成19年）以降、大人は1人、小人は0.5人で計算している。
表中、最高値を赤色で、最高値を記録した年度以降の最低値を青色で、最高値を記録した年度以前の最低値を緑色で表記している。*は暦年統計による。1957年（昭和32年）と1960年（昭和35年）の合計には鏡浦航路を含む。
| 年度                | 鳥羽-坂手 | 鳥羽-答志 | 鳥羽-桃取 | 鳥羽-神島 | 鳥羽-菅島 | 循環便  | 計        |
| ------------------- | --------- | --------- | --------- | --------- | --------- | ------- | --------- |
| 1927年（昭和2年）*  | 25,179    | 9,396     | 16,825    | ―         | 10,100    | ―       | ―         |
| 1957年（昭和32年）* | 1,230,405 | 55,368    | 49,392    | 13,971    | 14,835    | ―       | 1,399,124 |
| 1960年（昭和35年）* | 262,710   | 104,190   | 68,781    | 17,669    | 34,958    | ―       | 545,270   |
| 1979年（昭和54年）* | 426,319   | 480,729   | 311,257   | 102,245   | 260,299   | ―       | 1,580,849 |
| 1983年（昭和58年）* | 349,200   | 357,700   | 249,237   | 80,109    | 210,870   | ―       | 1,247,116 |
| 1987年（昭和62年）* | 336,204   | 399,771   | 251,777   | 92,136    | 216,351   | ―       | 1,296,239 |
| 2007年（平成19年）  | 183,277.0 | 284,939.5 | 247,046.5 | 60,684.5  | 148,353.0 | ―       | 924,300.5 |
| 2008年（平成20年）  | 172,285.5 | 290,612.0 | 241,180.0 | 58,864.5  | 151,337.5 | ―       | 914,279.5 |
| 2009年（平成21年）  | 161,201.5 | 284,656.5 | 240,485.0 | 58,755.0  | 149,710.5 | 565.0   | 895,373.5 |
| 2010年（平成22年）  | 149,891.0 | 274,619.0 | 238,671.5 | 54,659.5  | 149,258.0 | 877.0   | 867,976.0 |
| 2011年（平成23年）  | 137,925.0 | 263,597.5 | 224,606.0 | 52,148.0  | 151,345.5 | 1,138.0 | 830,760.0 |
| 2012年（平成24年）  | 132,138.5 | 268,489.0 | 222,180.5 | 54,730.0  | 154,477.0 | 1,152.0 | 833,167.0 |
| 2013年（平成25年）  | 128,582.0 | 285,517.5 | 227,096.0 | 52,863.5  | 157,039.5 | 3,603.0 | 854,701.5 |
| 2014年（平成26年）  | 111,108.0 | 251,224.5 | 199,831.0 | 45,403.0  | 134,018.5 | 2,743.0 | 744,328.0 |
| 2015年（平成27年）  | 104,095.0 | 254,576.0 | 205,046.0 | 47,211.0  | 132,185.5 | 3,373.0 | 746,486.5 |
| 2016年（平成28年）  | 101,130.5 | 250,306.0 | 192,892.0 | 51,088.5  | 133,844.0 | 1,573.0 | 730,834.0 |
| 2017年（平成29年）  | 98,746.0  | 246,342.0 | 183,772.5 | 47,617.5  | 122,080.0 | 1,828.0 | 700,386.0 |

## 船舶
双胴高速船3隻および従来型の旅客船3隻が在籍している。

### 運航中の船舶

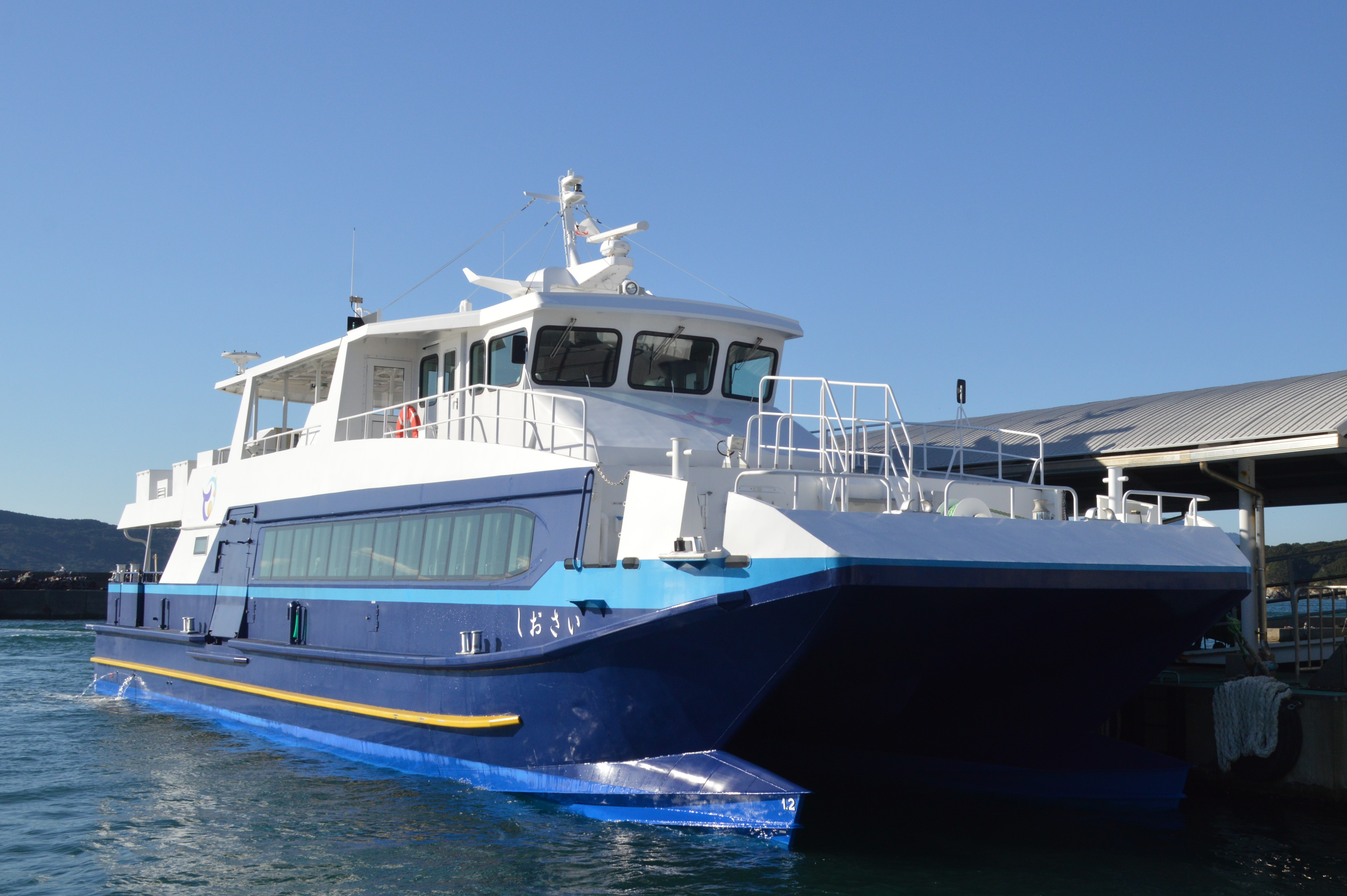
しおさい
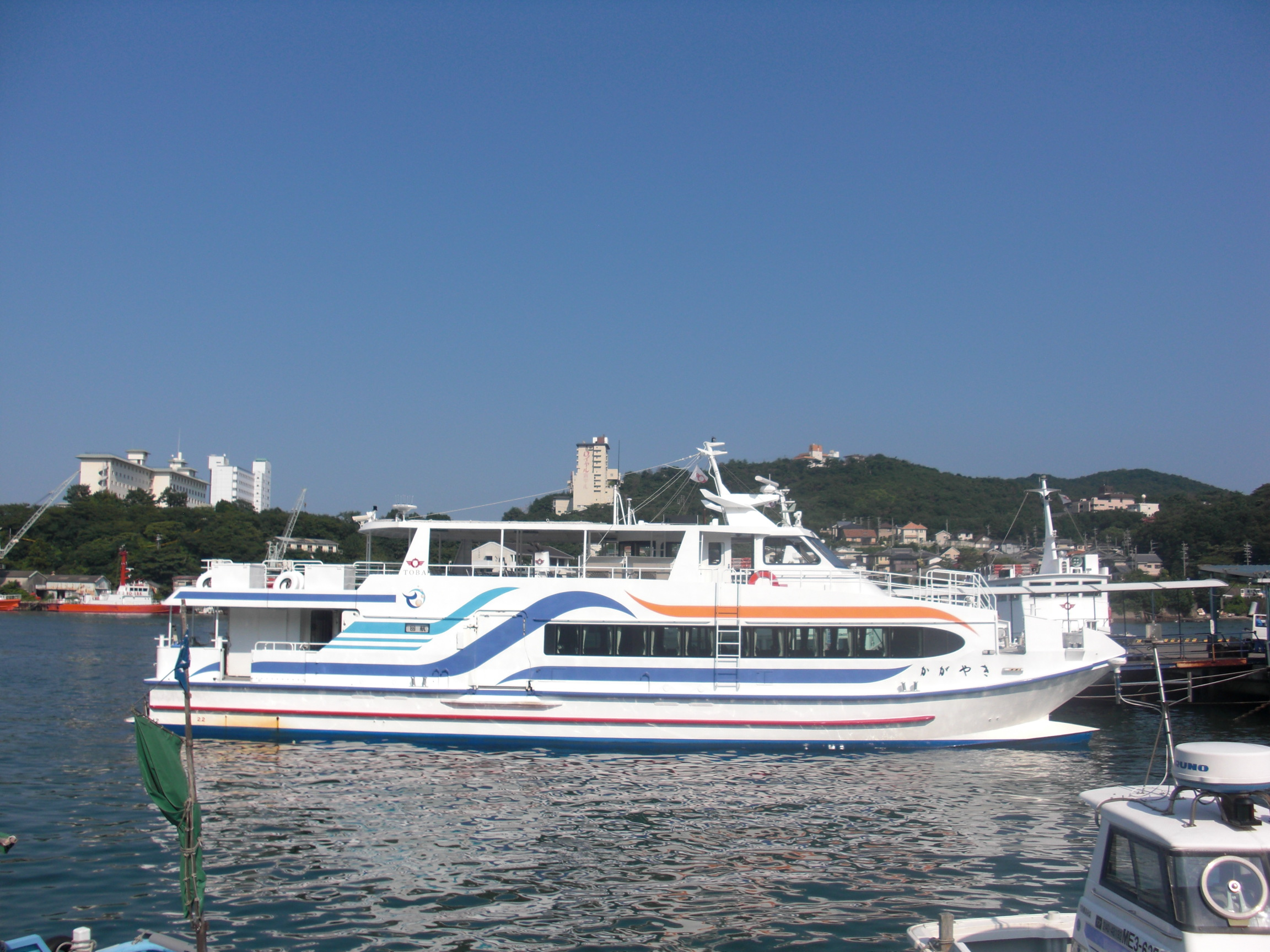
かがやき
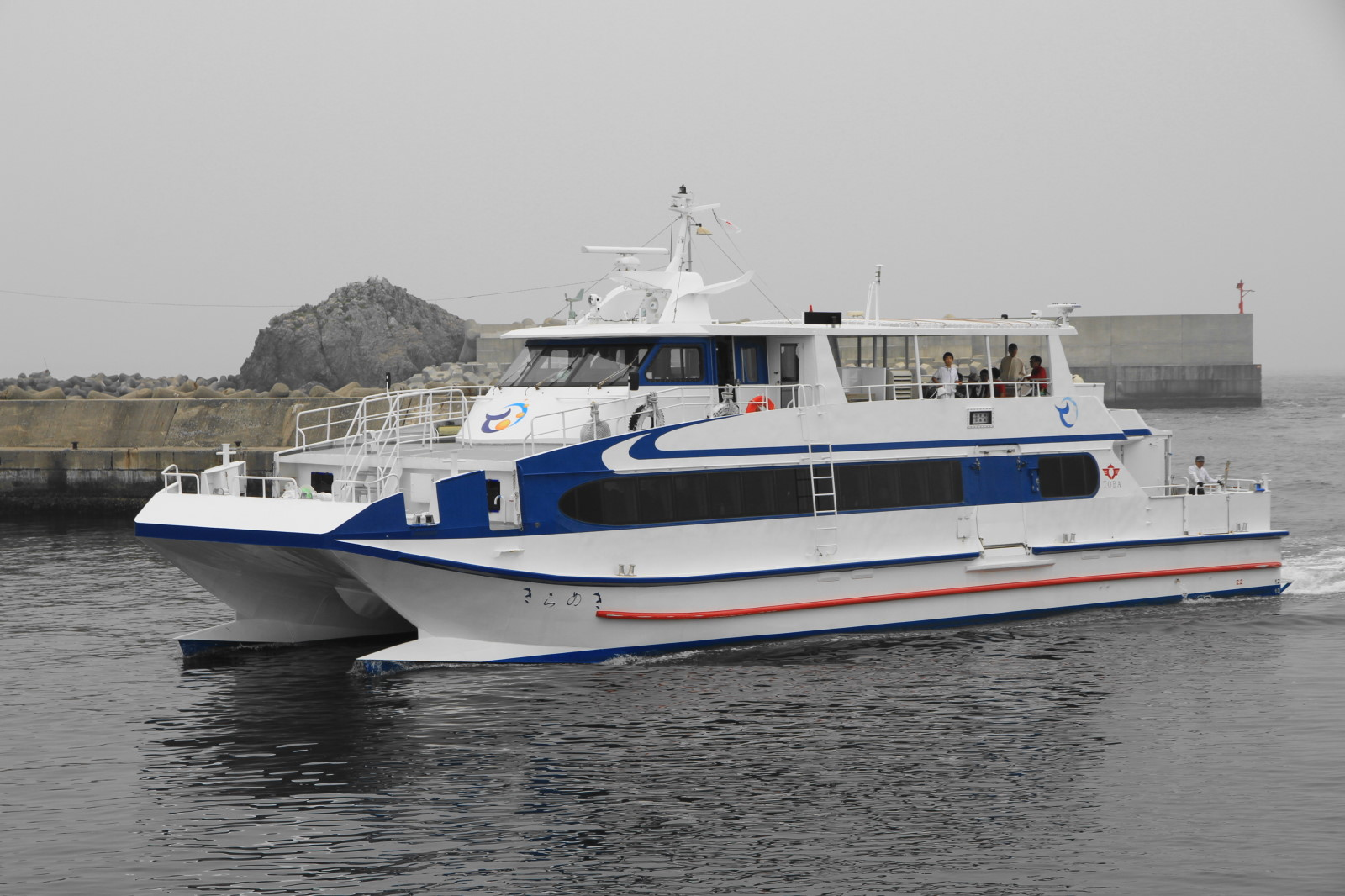
きらめき
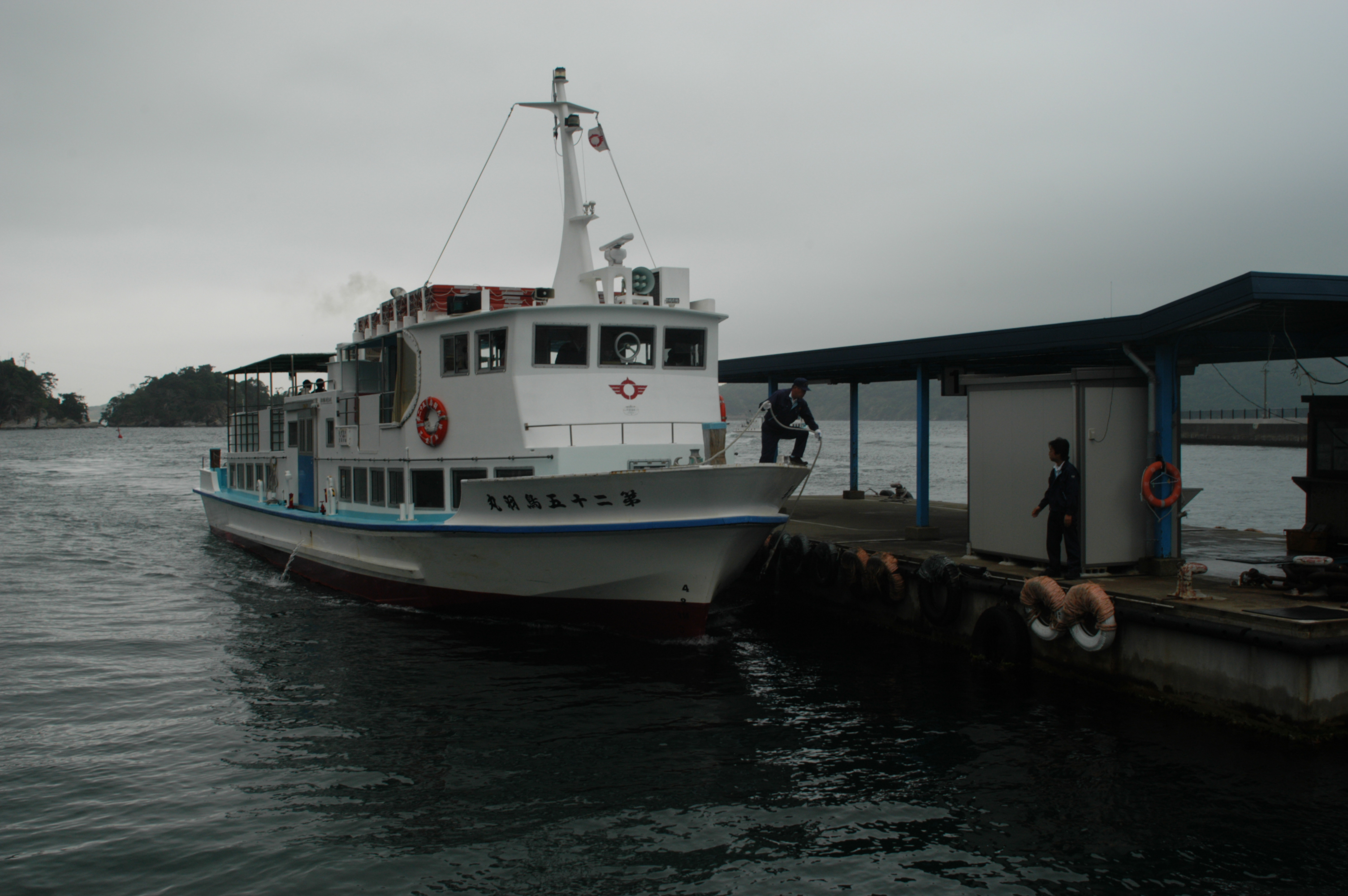
第二十五鳥羽丸
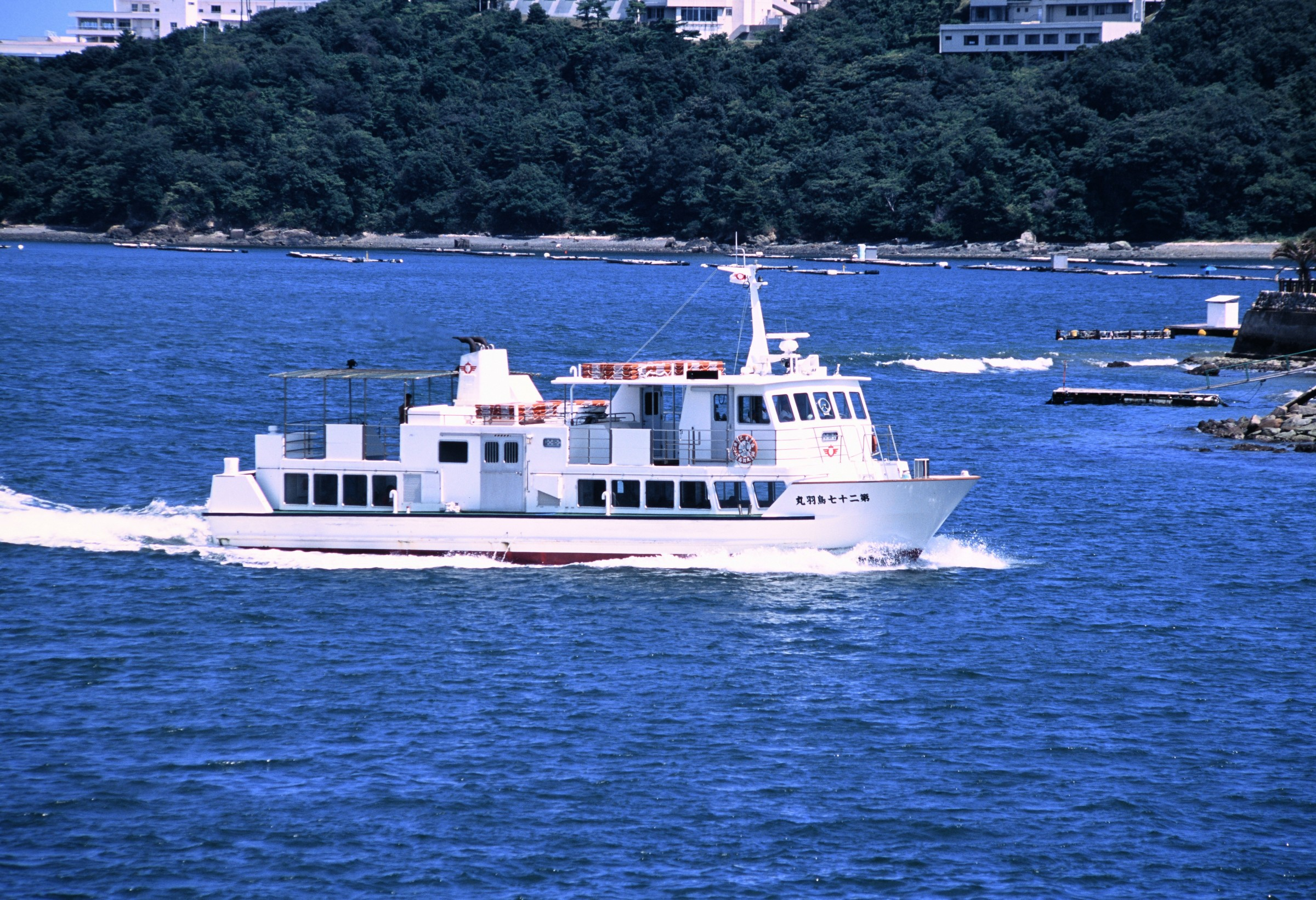
第二十七鳥羽丸
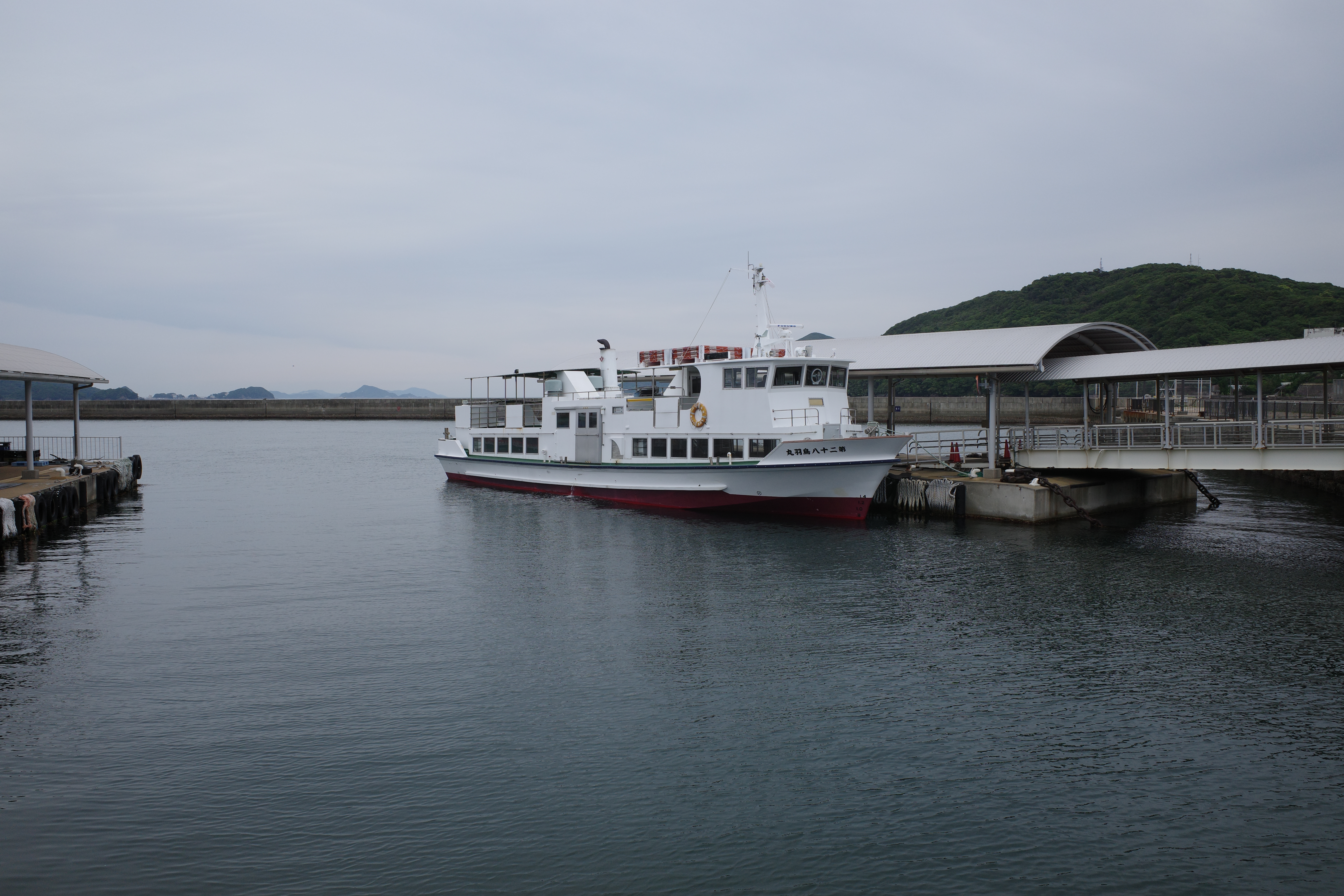
第二十八鳥羽丸

• しおさい
耐食アルミニウム合金製双胴高速船、ツネイシクラフト&ファシリティーズ建造、2016年3月進水、船名は公募により決定した。
75.00総トン、ディーゼル2基、最大出力1,468 ps、航海速力17.00ノット、旅客定員186名
 • かがやき
耐食アルミニウム合金製双胴高速船。
常石林業建設建造、2009年3月進水。
 • きらめき
耐食アルミニウム合金製双胴高速船。
常石林業建設建造、2008年3月進水。
 • 第二十五鳥羽丸
1985年3月竣工、早美造船建造、繊維強化プラスチック（FRP）製。
65.00総トン、登録長23.02 m、型幅5.60 m、型深さ2.18 m、ディーゼル1基、機関出力1,000 ps、旅客定員330名
 • 第二十七鳥羽丸
1997年3月竣工、ニュージャパンマリン建造、FRP製。予備船。
74総トン、全長24.6 m、登録長22.90 m、型幅5.98 m、型深さ2.35 m、ディーゼル2基2軸、機関出力1,240 ps、航海速力17ノット、旅客定員250名
 • 第二十八鳥羽丸
2001年2月竣工、ニュージャパンマリン建造、FRP製。
64.00総トン、登録長22.28 m、型幅5.38 m、型深さ2.38 m、旅客定員260名
- しおさい
- かがやき
- きらめき
- 第二十五鳥羽丸
- 第二十七鳥羽丸
- 第二十八鳥羽丸

### 過去の船舶
• 伊勢丸
1954年1月竣工、橋本造船所建造、木造船。
20.60総トン、登録長15.00 m、幅3.37 m、深さ1.50 m、焼玉機関、機関出力50 ps、最大速力8ノット、旅客定員58名
 • 第三答和丸
1954年12月竣工、出口造船所建造、木造船。
21.97総トン、登録長15.20 m、幅3.23 m、深さ1.58 m、焼玉機関、機関出力50 ps、最大速力8.3ノット、旅客定員41名
 • 第三鳥羽丸
1957年7月竣工、池田造船所建造、木造船。
31.57総トン、登録長18.79 m、幅3.62 m、深さ1.58 m、ディーゼル1基、機関出力90 ps、最大速力9.5ノット、旅客定員63名
 • 第六鳥羽丸
1959年12月竣工、長谷川造船所建造、木造船。
21.75総トン、登録長17.20 m、幅3.20 m、深さ1.50 m、ディーゼル1基、機関出力75 ps、最大速力9.7ノット、旅客定員50名
 • 第七鳥羽丸
1960年7月竣工、長谷川造船所建造、木造船。
21.15総トン、登録長15.85 m、幅3.12 m、深さ1.45 m、ディーゼル1基、機関出力60 ps、最大速力8.5ノット、旅客定員48名
 • 第八鳥羽丸
1963年11月竣工、出口造船所建造、木造船。
39.96総トン、登録長18.12 m、幅4.14 m、深さ1.65 m、ディーゼル1基、機関出力120 ps、航海速力9ノット、旅客定員130名
 • 第十三鳥羽丸
1969年竣工、長谷川造船建造
43総トン、垂線間長19.2 m、型幅4.5 m、型深さ1.7 m、ディーゼル1基、機関出力120 ps、航海速力8.2ノット、旅客定員189名
 • しらとり
1970年竣工、長谷川造船建造、木造船。
29総トン、垂線間長15.0 m、型幅3.9 m、型深さ1.3 m、ディーゼル1基、機関出力260 ps、航海速力12ノット、旅客定員100名
 • 第十五鳥羽丸
1971年竣工、橋本造船建造
107総トン、垂線間長21.9 m、型幅4.6 m、型深さ1.9 m、ディーゼル1基、機関出力200 ps、航海速力9.8ノット、旅客定員250名
 • 第十六鳥羽丸
1972年竣工、吉長造船建造、木造船。
51総トン、垂線間長18.4 m、型幅4.0 m、型深さ1.8 m、ディーゼル1基、機関出力200 ps、航海速力9.5ノット、旅客定員120名
 • 第十七鳥羽丸
1976年2月竣工、長谷川萬吉建造、FRP製。
66.08総トン、登録長19.94 m、型幅4.80 m、型深さ2.07 m、ディーゼル1基、機関出力160 ps、航海速力10.1ノット、旅客定員200名
 • 第十八鳥羽丸
1979年3月竣工、浜地造船建造、FRP製。
94.55総トン、登録長21.98 m、型幅5.20 m、型深さ2.25 m、ディーゼル1基、機関出力230 ps、航海速力11.7ノット、旅客定員300名
 • 第二十一鳥羽丸
1980年10月竣工、浜地造船建造、FRP製。
88.96総トン、登録長22.00 m、型幅5.20 m、型深さ2.15 m、ディーゼル1基、機関出力250 ps、航海速力10.7ノット、旅客定員300名
 • 第二十二鳥羽丸
1982年10月竣工、浜地造船建造、FRP製。
87.98総トン、登録長22.22 m、型幅5.20 m、型深さ2.15 m、ディーゼル1基、機関出力230 ps、航海速力10.5ノット、旅客定員284名
 • 第一鳥羽丸
1977年竣工、1978年客船化改造、1983年買船・就航、鈴木造船建造、鋼船。
59.29総トン、登録長18.5 m、型幅5.0 m、型深さ2.3 m、ディーゼル2基、機関出力700 ps、航海速力13.8ノット、旅客定員160名
 • 第二十三鳥羽丸
1983年12月竣工、ニュージャパンマリン建造、FRP製。
51総トン、登録長20.81 m、型幅5.00 m、型深さ2.13 m、ディーゼル1基、機関出力600 ps、航海速力13.4ノット、旅客定員220名
 • 第二十六鳥羽丸
1990年5月竣工、ニュージャパンマリン建造、FRP製。
56総トン、登録長21.29 m、型幅5.18 m、型深さ2.32 m、ディーゼル1基、旅客定員255名

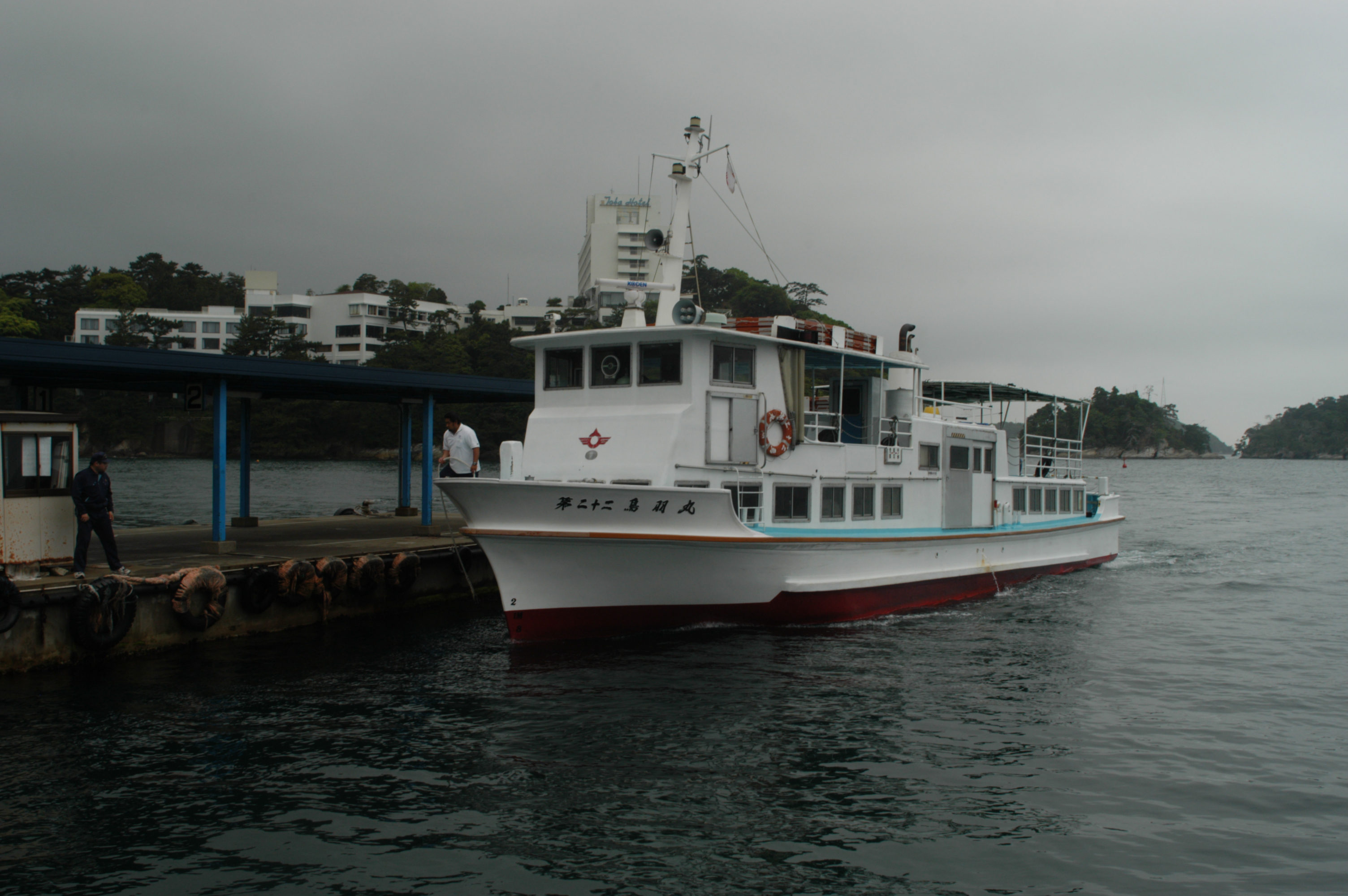
第二十二鳥羽丸
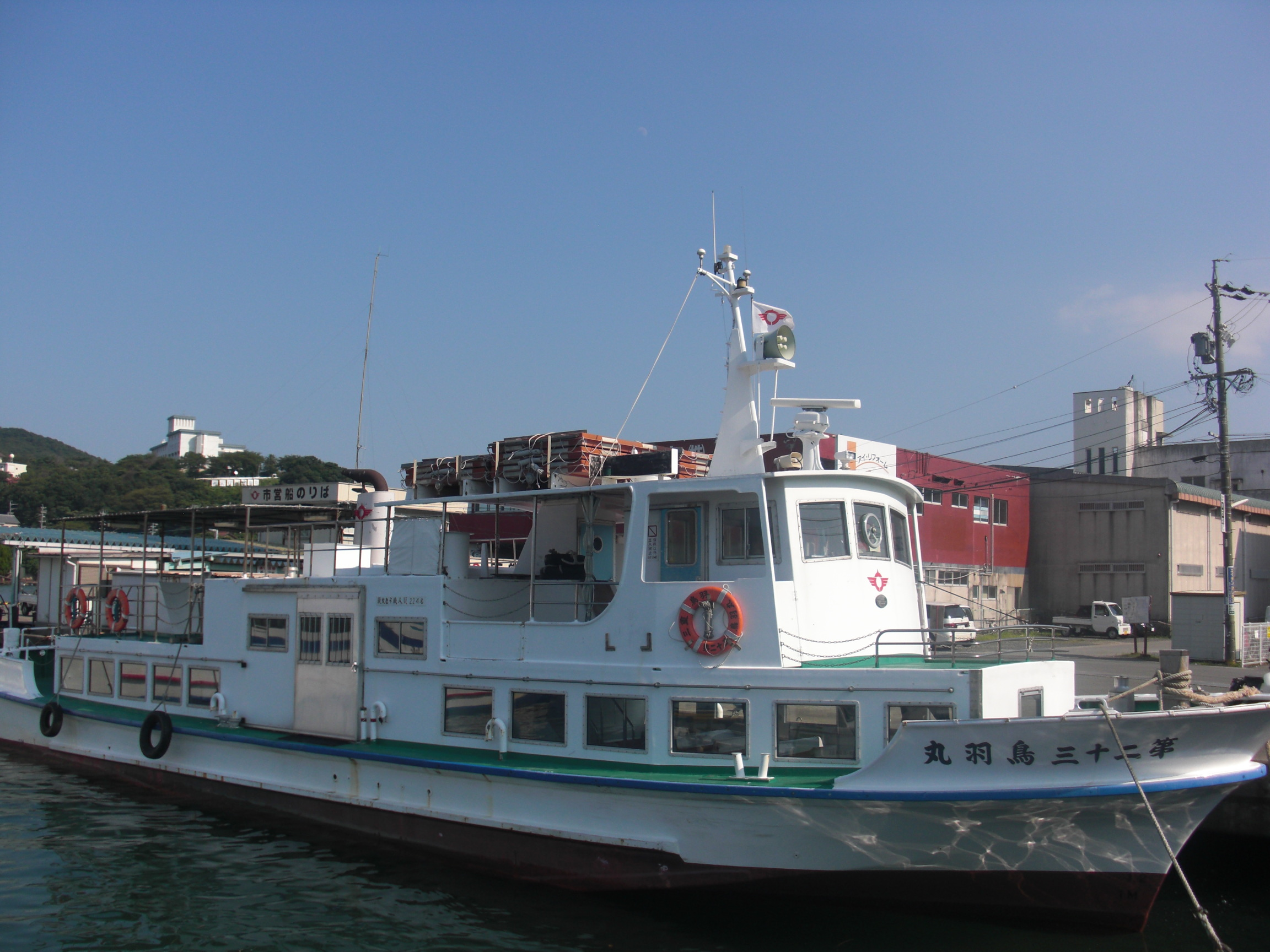
第二十三鳥羽丸
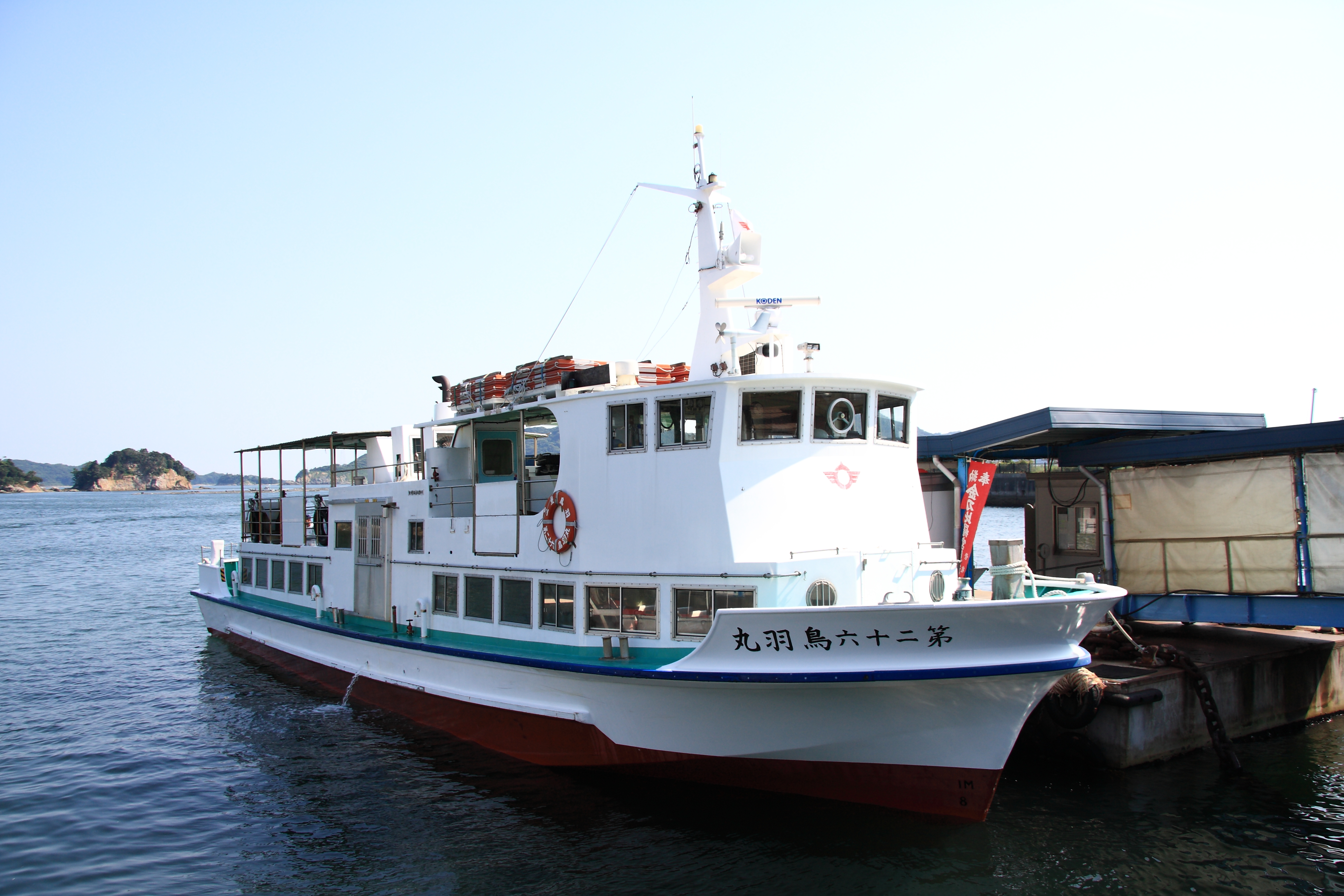
第二十六鳥羽丸